# Thunderball (álbum)
Thunderball es el noveno álbum de estudio de la banda alemana de heavy metal U.D.O., publicado en 2004 por AFM Records. Tanto el título como la temática de algunas canciones hacen referencia a la película Thunderball (1965), cuarta entrega de la serie del agente británico James Bond. Por su parte, dentro de la lista de canciones destacan la power ballad «The Land of the Midnight Sun» que está dedicada a sus fanáticos de los países escandinavos y «Trainride in Russia» que fue escrita para sus fanáticos rusos. Considerada por Eduardo Rivadavia de Allmusic como una especie de polka-metal, esta última canción posee algunas frases en ruso y en ciertas ediciones se agregó el término «Poezd po Rossii» a su título.

## Lista de canciones
Todas las canciones escritas por Udo Dirkschneider y Stefan Kaufmann, a menos que se indique lo contrario.

| N.º | Título                         | Escritor(es)   | Duración |  |
| 1.  | «Thunderball»                  |                | 3:53     |  |
| 2.  | «The Arbiter»                  | Igor Gianola   | 4:07     |  |
| 3.  | «Pull the Trigger»             | Fitty Weinhold | 4:34     |  |
| 4.  | «Fistful of Anger»             | Gianola        | 3:11     |  |
| 5.  | «The Land of the Midnight Sun» |                | 5:18     |  |
| 6.  | «Hell Bites Back»              |                | 3:09     |  |
| 7.  | «Trainride in Russia»          |                | 4:45     |  |
| 8.  | «The Bullet and the Bomb»      | Weinhold       | 3:58     |  |
| 9.  | «The Magic Mirror»             |                | 4:56     |  |
| 10. | «Tough Luck II»                |                | 3:36     |  |
| 11. | «Blind Eyes»                   | Gianola        | 4:19     |  |

| Pistas adicionales en la edición limitada |                              |          |  |
| N.º                                       | Título                       | Duración |  |
| 12.                                       | «Hardcore Lover»             | 4:50     |  |
| 13.                                       | «Blind Eyes» (video musical) |          |  |

| Pista adicional para Japón |              |          |  |
| N.º                        | Título       | Duración |  |
| 12.                        | «Borderline» | 4:12     |  |

## Posicionamiento en listas
| País     | Lista                | Máxima posición |
| -------- | -------------------- | --------------- |
| Alemania | Media Control Charts | 83              |
| Suecia   | Sverigetopplistan    | 47              |

## Músicos
- Udo Dirkschneider: voz
- Stefan Kaufmann: guitarra eléctrica y acordeón en «Trainride in Russia»
- Igor Gianola: guitarra eléctrica
- Fitty Wienhold: bajo
- Lorenzo Milani: batería

Músicos invitados
- Frank Knight: coros en «The Bullet and the Bomb»
- Luke Herzog: violonchelo en «Blind Eyes»